# You Make Me Feel Brand New
"You Make Me Feel Brand New" es un sencillo de 1974 interpretado por el grupo musical de soul de Filadelfia The Stylistics. La canción fue escrita por Thom Bell y Linda Creed.
Siendo una balada, este canción fue lanzada como un sencillo y escaló hasta la posición #2 en los Billboard Hot 100 en Estados Unidos por dos semanas. Además, llegó hasta la posición #5 en la lista Billboard R&B. "You Make Me Feel Brand New" también escaló hasta la posición #2 en los UK Singles Chart en agosto de 1974. 
Este sencillo vendió alrededor de un millón de copias a nivel mundial, obteniendo un disco de oro, el sexto de la banda. Dicho reconocimiento fue otorgado por la RIAA el 22 de mayo de 1974. La pista ya había aparecido en el álbum de 1973, Rockin' Roll Baby, como en el álbum de 1974, Let's Put It All Together, que tuvo también ventas millonarias.